# Maurice G. Dantec
Maurice Georges Dantec (Grenoble, 13 giugno 1959 – Montréal, 25 giugno 2016) è stato uno scrittore e musicista francese naturalizzato canadese che scrisse romanzi di fantascienza.

## Biografia
Dantec nacque a Grenoble, in Francia, figlio di un giornalista e di una sarta ma crebbe principalmente a Ivry-sur-Seine vicino a Parigi. Mentre era ancora al liceo incontrò Jean-Bernard Pouy, futuro autore di romanzi noir come Le Poulpe, che ispirò Dantec a interessarsi alla narrativa noir. Alla fine degli anni '70, dopo essersi laureato al college, fondò un gruppo musicale chiamato "État d'urgence" ("Stato di emergenza") uno dei primi gruppi punk francesi. Nel 1977 la band cambiò nome in "Artefact", ma mantenne l'ideologia punk. Artefact è una concept-band, influenzata da Suicide, Devo, Kraftwerk, Talking Heads e Public Image Limited. Dantec ha inventato il concetto di "Hard-Muzak" per definire il suono della sua band, come un mix di musica industrial e disco che rende la band l'equivalente francese delle band No-Wave di New York e di quelle inglesi del post-punk. Ha realizzato una carriera in Artefact (fino allo scioglimento della band nel 1981) mentre lavorava come copywriter nel settore pubblicitario.

### Cyberpunk
Dantec ha iniziato a scrivere seriamente negli anni '90. Il suo primo romanzo, La Sirène rouge ("La sirena rossa"), è stato pubblicato nel 1993 come parte della collezione Série noire. Il romanzo ha vinto il premio 813 per il miglior romanzo poliziesco. Il suo secondo romanzo, Les Racines du mal ("Le radici del male"), è apparso nel 1995 e rasenta la narrativa cyberpunk. Il romanzo ebbe un successo commerciale e vinse il Prix de l'Imaginaire. Il suo classico romanzo cyberpunk, Là où tombent les anges ("Dove cadono gli angeli"), apparve lo stesso anno, in un'edizione straordinaria di Le Monde. Collaborò con Richard Pinhas e Norman Spinrad per il gruppo Heldon, nell'ambito del progetto "Schizotrope" per 3 album, incluso un tour in Nord America nel 1999.
Dantec e la sua famiglia si trasferirono in Québec nel 1998, dove scrisse il suo terzo romanzo Babylon Babies, che esplora ulteriormente i temi della decadenza e dell'apocalisse inizialmente sviluppati a Là où tombent les anges. Babylon Babies è influenzato in parte dagli interessi di Dantec per il filosofo francese del XX secolo Gilles Deleuze e dallo sciamanesimo. 

### Scritti controversi
Le Théâtre des opérations, journal métaphysique et polémique ("Il teatro delle operazioni, una rivista metafisica e polemica") è apparso nel 2000 ed è un diario polemico. Dantec ha proseguito nel 2001 con il Laboratoire de catastrophe générale ("Laboratorio di catastrofi generali"). In entrambi i casi è stato influenzato dal diario del romanziere e poeta francese Léon Bloy, e in particolare dai Belluaires et porchers del 1905. Nelle sue opere, Dantec tenta di inventare i nichilismi del XX secolo. Ispirato da Léon Bloy, disegna un ritratto crudele delle vanità nell'ambiente letterario francese. Il diario mescola anche poesie di Dantec, critiche sulla musica rock, saggi su letteratura, tecnologia, genetica, filosofia e politica. Questi diari esplorano anche il crescente interesse dell'autore per il cristianesimo. 

### Futurismo cristiano
Villa Vortex - Liber Mundi, I nel 2003 apre una trilogia di romanzi, interconnettendo ricerca metafisica (Esoterismo), tecnologia e post umano, in un nuovo approccio formale. Con questo libro Dantec è forse il primo scrittore francese a riconoscere in un racconto la nuova era aperta dagli eventi che circondano l'11 settembre. 
Il terzo volume, dopo Laboratoire de catastrophe générale, è stato pubblicato da Éditions Albin Michel nel 2007. 
Dantec ha scritto per la conservatrice rivista canadese in lingua francese Égards. 
Il romanzo Cosmos Inc, è stato pubblicato nell'agosto 2005 dalla sua nuova casa editrice Albin Michel, il primo volume di una trilogia. 

### Adattamenti cinematografici
Il primo adattamento cinematografico basato sulle opere di Dantec, Red Siren diretto da Olivier Megaton, è stato pubblicato nell'agosto 2002. 
Un adattamento cinematografico di Babylon Babies, il più cyberpunk dei romanzi di Dantec, è stato prodotto sotto la direzione di Mathieu Kassovitz in Babylon AD, con Vin Diesel nel ruolo di Toorop.

### Dantec in inglese
Il suo romanzo Babylon Babies doveva essere tradotto in inglese da Semio-text(e) nel settembre 2005.
Nel maggio 2006 al Festival letterario franco/irlandese ha tenuto una conferenza bilingue "ICH BIN EIN DUBLINER", dal tema "La tecnologia moderna, il suo impatto sul modo in cui viviamo insieme" discutendo posizioni metafisiche e politiche
Nell'agosto 2006 Grande Jonction, la seconda parte della sua trilogia "cristiano-futurista (escatologia cristiana)" è stata pubblicata da Albin Michel. 
Del Rey Books ha pubblicato una versione inglese di Cosmos Incorporated tradotta da Tina Kover nel 2008 e una versione inglese di Grande Jonction (Grand Junction) dallo stesso traduttore nel 2009.

## Opere

### Romanzi
- La Sirène rouge.[8]
- Les Racines du mal.[9]
- Babylon Babies.[10]
- Villa Vortex.[11]
- Cosmos Incorporated[12]
- Grande jonction[13]
- Manufatto: Machines à écrire 1.0.[14]
- Comme le fantôme d'un jazzman dans la station Mir en deroute
- Metacortex
- Satellite Sisters
- Les Revenants

### Antologie
- Le théâtre des opérations.[15]
- Dieu porte-t-il des lunettes noires?.[16]

### Saggi
- Le théâtre des opérations: journal métaphysique et polémique 1999.[17]
- Laboratoire de catastrophe générale: Journal métaphysique et polémique 2000-2001.[18]
- American Black Box: Le théâtre des opérations 2002-2006.[19]

### Storie brevi
- Là où tombent les anges (Dove cadono gli angeli) pubblicato in un supplemento a Le Monde il 21 settembre 1995 per il 50º anniversario della raccolta Série noire.

### Traduzioni in inglese
- Babylon Babies traduzione di Noura Wedell.[20]

## Musica
- Ex tastierista di Artefact
- Paroliere e cantante nell'album Utopia del gruppo No One Is Innocent
- Co-ideatore con Richard Pinhas del progetto musicale Schizotrope
- Collaborazione con il gruppo punk rock Dead Sexy Inc